# イースト・ライディング・オブ・ヨークシャー
イースト・ライディング・オブ・ヨークシャー（英: East Riding of Yorkshire）は、イギリスのヨークシャー・アンド・ザ・ハンバーにある典礼カウンティ。北および西でノース・ヨークシャーと、南西でサウス・ヨークシャーと、南でハンバー川河口をへだててリンカンシャーと隣接する。最大都市はキングストン・アポン・ハル。
面積は2,479平方キロメートル、人口は約60万人。ほとんどが農村部で、主要都市としてキングストン・アポン・ハルのほかブリッドリントンや州都（カウンティタウン）でもあるビバリーが挙げられる。行政上はイースト・ライディング・オブ・ヨークシャーとハル・シティのふたつの単一自治体からなる。州名はかつて、このあたりがヨークシャーのイースト・ライディングと呼ばれていたことに由来する。
州東部はホルダーネスという平野部で、それを取り囲むようにヨークシャー・ウォルズと呼ばれる石灰岩のゆるやかな丘陵が広がる。西部はウア川とウーズ川が流れるヴェイル・オブ・ヨーク地域の一部で、南西部はハンバーヘッド・レベルズ国家特色地域 (NCA) に指定されている。